# Perfume (píseň, Britney Spears)
„Perfume“ je druhý singl americké zpěvačky Britney Spears z jejího osmého studiového alba Britney Jean. Píseň pomohl napsat i produkovat americký producent a člen skupiny The Black Eyed Peas, will.i.am. Text k této baladě společně napsaly především Sia a samotná Britney. Britney inspiroval její příběh o rozchodu s jejím bývalým snoubencem Jasonem Trawickem. V písni odhaluje téma žárlivosti, kdy jej podezřívala z podvádění. V textu písně je napsáno, že občas cítí ve vztahu tři lidi, a proto nastříká na sebe parfém, aby si svého muže označila jako své teritorium.
Ve videu je přímo záměr na originální kolekci parfému Britney. Podle režiséra Josepha Kahna, režisér Toxic či Womanizer, existuje i verze tohoto videa, kde Britney zabije svého přítele. To se však nelíbilo nahrávací společnosti RCA.

## Hudební příčky
| Období (2013)          | Max. příčka |
| ---------------------- | ----------- |
| Austrálie              | 61          |
| Francie                | 34          |
| Irsko                  | 36          |
| Kanada                 | 70          |
| Německo                | 78          |
| Rakousko               | 69          |
| Švýcarsko              | 74          |
| Velká Británie         | -           |
| U.S. Billboard Hot 100 | 76          |